# Нуменор
Ну́менор (квен. Numenore — «Західна Земля») — у легендаріумі Дж. Р. Р. Толкіна великий острів у морі Белегаер, на якому було розташоване однойменне королівство народу дунедайнів.
Після закінчення Першої Епохи Нуменор був піднятий з морського дна і дарований аданам валарами. На острові виникла висока цивілізація — процвітаюче королівство з народом, що мав довготривале життя. Люди Нуменору були вправними моряками, що заснували свої колонії на берегах Середзем'я і дісталися інших континентів. Однак плавання на Захід до Безсмертних Земель було їм заборонене. Це, а також страх перед смертю, зумовило бунт нуменорців проти валарів, а згодом і військовий похід на Аман, який став причиною затоплення Нуменору у водах Великого моря.

Легенда про Нуменор, ймовірно, була створена наприкінці 1920-х — на початку 1930-х років. За твердженнями самого Толкіна, одним з джерел натхнення став нічний кошмар, що переслідував його ще з раннього дитинства, пізніше названий ним «синдромом Атлантиди»: «велика хвиля здіймається до неба і неухильно насувається, накриваючи собою дерева і зелені поля, намагаючись поглинути його і все довкола». Автор хотів показати Нуменор як «специфічний варіант легенди про Атлантиду»:
… після того, як нуменорці, Королі Людей, що жили на острові, розташованому далі від усього на захід з усіх смертних земель, збунтувалися в підсумку, пройняті непомірною гординею, спробували захопити Ересеа та Валінор силою, Нуменор було знищено, а Ересеа і Валінор вилучені з Землі за фізично недосяжні межі, шлях на захід став відкритим, але вів лише назад у вихідну точку — для смертних.
Першопочатково падіння Нуменора розглядалося Толкіном як завершення «Сильмариліону» і «остання історія про Стародавні дні». Проте пізніше, з появою «Володаря Перснів», ця історія стала сполучною ланкою між двома творами і однією з головних частин легендаріуму Толкіна.
Коротко історія існування та падіння Нуменора викладена в частині «Сильмариліону» під назвою «Акаллабет». Незакінчена оповідь «Алдаріон та Ерендіс» стосується періоду розквіту Нуменору. Всі інші праці Толкіна про Нуменор є або короткими нотатками, або незакінченими чернетками. Відомості про Нуменор включені як додатки до «Володаря Перснів» та «Незавершених оповідей» і серії «Історія Середзем'я».

## Етимологія
Назва острова запозичена з квенья, ельфійської мови народу елдарів, сконструйованої Толкіном. Нуменорці використовували квенья в урочистих церемоніях і для найменування географічних об'єктів. «Нуменоре» перекладається з квенья як «Земля Заходу» або «Західна земля». Обидві ці назви перекладалися автором на сучасну англійську мову як «Вестернесс» (англ. Westernesse), тобто — «Західність». Цю назву Толкін запозичив з лицарського роману «Король Горн» (англ. King Horn), де воно використовується для позначення незвіданою західної землі, куди можна дістатися тільки морем. У легендаріумі зазначено, що після свого падіння в 3319 р. Другої епохи Нуменор стали називати Аталанте (квенья Atalantë), що в перекладі означає «Занепала». Толкін описував подібність цієї назви до «Атлантида» як збіг: одного разу він зрозумів, що квенійський корінь talat- («падати») може бути включений в назву, що стосується Нуменору, хоча деякі дослідники вважають цю назву цілеспрямованою грою слів, задуманою від початку.
Також острів мав назви Анадуне (з адунаїк «Західна Земля»), Андор («Дарований край»), Еленна та Еленна — норе («Земля Зорі»), а після його загибелі — Акаллабет (адунаїк Akallabêth — «Повалений», «Занепалий») і Мар-ну-Фалмар («Дім під хвилями»).

## Населення
Після Війни Гніву валари подарували острів Нуменор народу аданів за те, що вони допомагали ельфам. Більшість представників племен беора та гадора переселились на острів. З племені галет до Нуменора переселилося лише декілька людей. Також на острові поселилися кілька родин, споріднених з народом друаданів, але всі вони згодом повернулись до Середзем'я. Ті адани, що захотіли залишитись у Середзем'ї, переселились до Рованіону.
Більшість нуменорців складали нащадки народу гадора: високі, світловолосі та синьоокі, що говорили мовою таліска. Нащадки народу Беора жили переважно на заході острова в місцевості Андустар. Це були високі, темноволосі та сіроокі люди, що також спочатку говорили мовою таліска, але згодом повністю перейшли на синдарин.
Мешканці острова називалися нуменорцями та дунедайн (синд. «люди заходу»).

## Географія

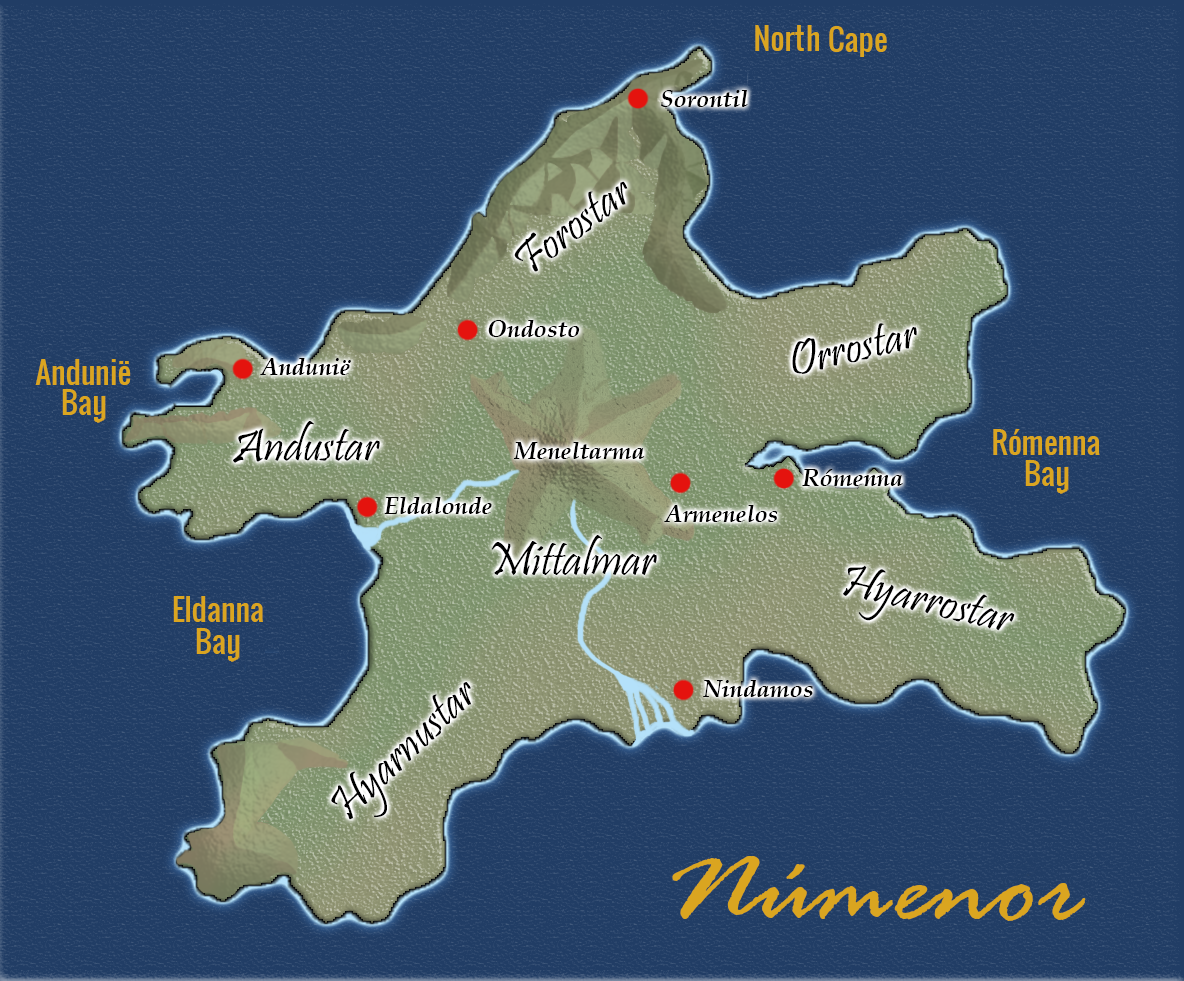
Мапа Нуменору.

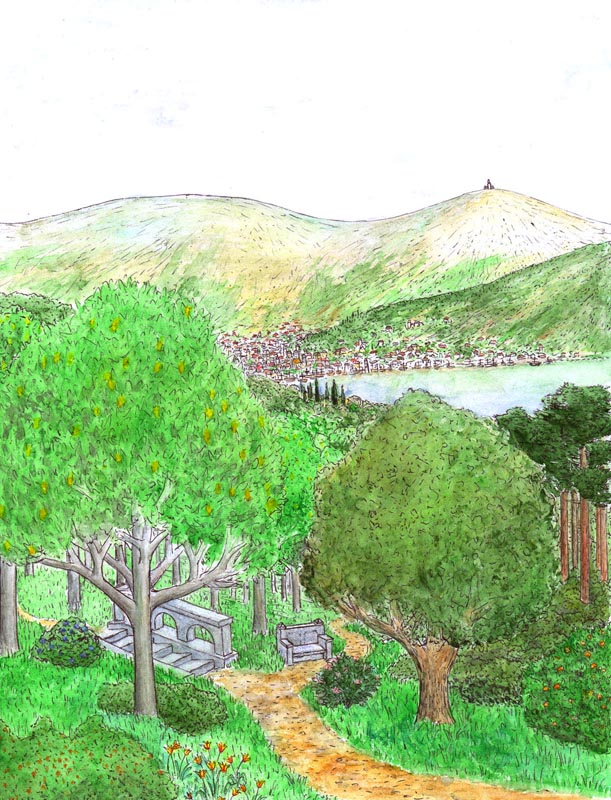
Нісімалдар. Малюнок Матея Чаділа.

Нуменор був розташований у Великому морі (Белегаер) далеко на захід від берегів Середзем'я біля земель Аману і Тол-Ересеа, так що з західного берега Нуменору були видні гавані ельфійського міста  Авалонне. До часів останнього короля Ар-Фаразона (розбещеного злою волею Саурона) в країні не було стихійних лих, неврожаїв та епідемій, там сприятливо світило сонце і випадали дощі, оскільки край був подібним до Благословенних Земель і перебував під покровительством їхніх володарів — валарів.
Своїми обрисами острів був схожим на велику п'ятикутну зірку з центральною частиною в 250 миль у поперечнику з півночі на південь та з заходу на схід, від якої відходили п'ять півостровів: Форостар (Північні Землі), Андустар (Західні Землі), Г'ярнустар (Південно-західні землі), Г'яростар (Південно-східні Землі) та Орростар (Східні Землі)
Центральна частина називалася Мітталмар — «Середні Землі», що не мала виходу до моря, крім Роменнської затоки.

#### Мітталмар
У центрі Мітталмара розташовувалася провінція Арандор («Королівська земля») — найбільш заселена частина острова. В Арандорі розташовувались столиця королівства Арменелос, гавань і порт Роменна та гора Менелтарма («Небесний Стовп»), на вершині якої стояло святилище бога Еру. Звідти було видно гавані ельфійського острова Тол-Ересеа. Гора була погаслим вулканом, однак до часів перед самою загибеллю острова, її вулканічна діяльність ніяк не проявлялась. Підніжжя Менелтарми плавно переходили в рівнину, однак з п'яти боків на п'ять півостровів розходилися невисокі гребені, що називались Тармасундар — «Корені Стовпа». По вершині південно-західного гребеня до гори йшла дорога, між південно-західним і південно-східним гребенями лежала неглибока долина. Вона мала назву Нойбріан — «Долина Гробниць», оскільки в її глибині у скелях біля підніжжя Гори були висічені гробниці, де покоїлися королі та королеви Нуменору. З півдня біля підніжжя гори починалася найбільша річка острова — Сіріль. У південно-західній частині Мітталмара на пологих пагорбах, що поросли травою, розташувалася провінція Емеріе, де жили вівчарі. Мітталмар був найвищою точкою Нуменору, якщо не рахувати гір та узвиш півостровів. Це був край лук та пологих пагорбів. Дерев там росло дуже мало.
У затоці Роменна розташувався невеличкий острівець Тол-Уїнен, що був створений Уїнен — дружиною маяра Оссе. Там найчастіше кидав якір корабель «Еамбар» принца Алдаріона, майбутнього короля Тар-Алдаріона. На цьому острові за наказом Алдаріона було зведено маяк Калміндон.

#### Форостар
Форостар був найменш родючою з усіх земель Нуменора. Ґрунт там був кам'янистий, дерев там росло мало. Ближче до північного мису піднімалися круті скелі, і прямо з моря круто піднімав свої схили пік Соронтіль. У цих краях король Тар-Менельдур Елентімо збудував високу вежу, з якої спостерігав рух зірок.

#### Андустар
У північній частині цей півострів також був скелястим і ці скелі вкривали хвойні ліси, що виходили до моря. На заході у гірський берег врізалися три невеличкі затоки, але тут пагорби у багатьох місцях не підступали до моря і біля їх підніжжя розстилався рівний берег. Найпівнічніша затока мала назву Андуніе, де було розташоване портове місто Андуніе («Захід Сонця»). Біля цього міста король Тар-Мінастір побудував високу вежу на пагорбі Оромет для огляду на Захід.
Південь Андустара був дуже родючим, його вкривали листяні ліси. Між Андустар і Г'ярнустар розкинулась велика затока Ельданна, оскільки вона була відкрита в бік Тол-Ересеа. Землі довкола неї захищали гори з півночі і виходили до західних морів. Вони були теплими, тут випадало найбільше дощів. У середині луки Ельданна лежала найпрекрасніша з усіх гаваней Нуменору — Ельдалонде Зелена, на початку існування Нуменора саме сюди припливали швидкі білі кораблі з Тол-Ересеа. Довкола гавані зростали подаровані елдарами дерева, що цвіли, поширюючи тонкий приємний аромат, тому цей край був названий Нісімалдар — Пахучі Дерева. Поруч з Ельдалонде в море впадала річка Нундунне. На шляху до моря вона розливалася невеличким озером Нісінен, по берегах якого росло чимало пахучих кущів та квітів.

#### Г'ярнустар
Західна частина Г'ярнустара була гористою і високі пагорби піднімались на західному та південному узбережжі, на сході, у теплому та родючому краї росли виноградники. Півострови Г'ярнустар і Г'яростар розташувались одне від одного на довгому узбережжі. Між ними земля та море плавно переходили одна в одну — ніде більше у Нуменорі такого не було.
Сіріль — найбільша річка острова, що починалась біля підніжжя Менелтарми в долині Найрінан і текла крізь весь Міттламар на південь і ставала у нижній течії повільним звивистим потоком. Наприкінці шляху Сіріль впадав у море серед просторих боліт і тростяних рівнин, розпадаючись на безліч мілких проток, що постійно змінювали свої русла, прокладаючи собі шлях через просторі прибережні піски. На багато миль обабіч дельти простягалися білі піски та сіра галька узбережжя. Там, серед боліт і озер на смугах сухої землі в невеличких селах жили рибалки. Головним поселенням в тих краях був Ніндамос.

#### Г'яростар
У цьому краї росло чимало різноманітних дерев. З часів короля Тар-Алдаріона в цих краях саджали корабельний ліс.

#### Орростар
Найхолодніший край, але від суворих північно-східних вітрів його прикривали гори, що здіймалися ближче до кінця півострова, і у внутрішній частині Орростара зростав хліб, особливо поблизу межі з Арандором.
Загалом схили Нуменора йшли по спадній з північного заходу на південь та схід.

### Міста Нуменору

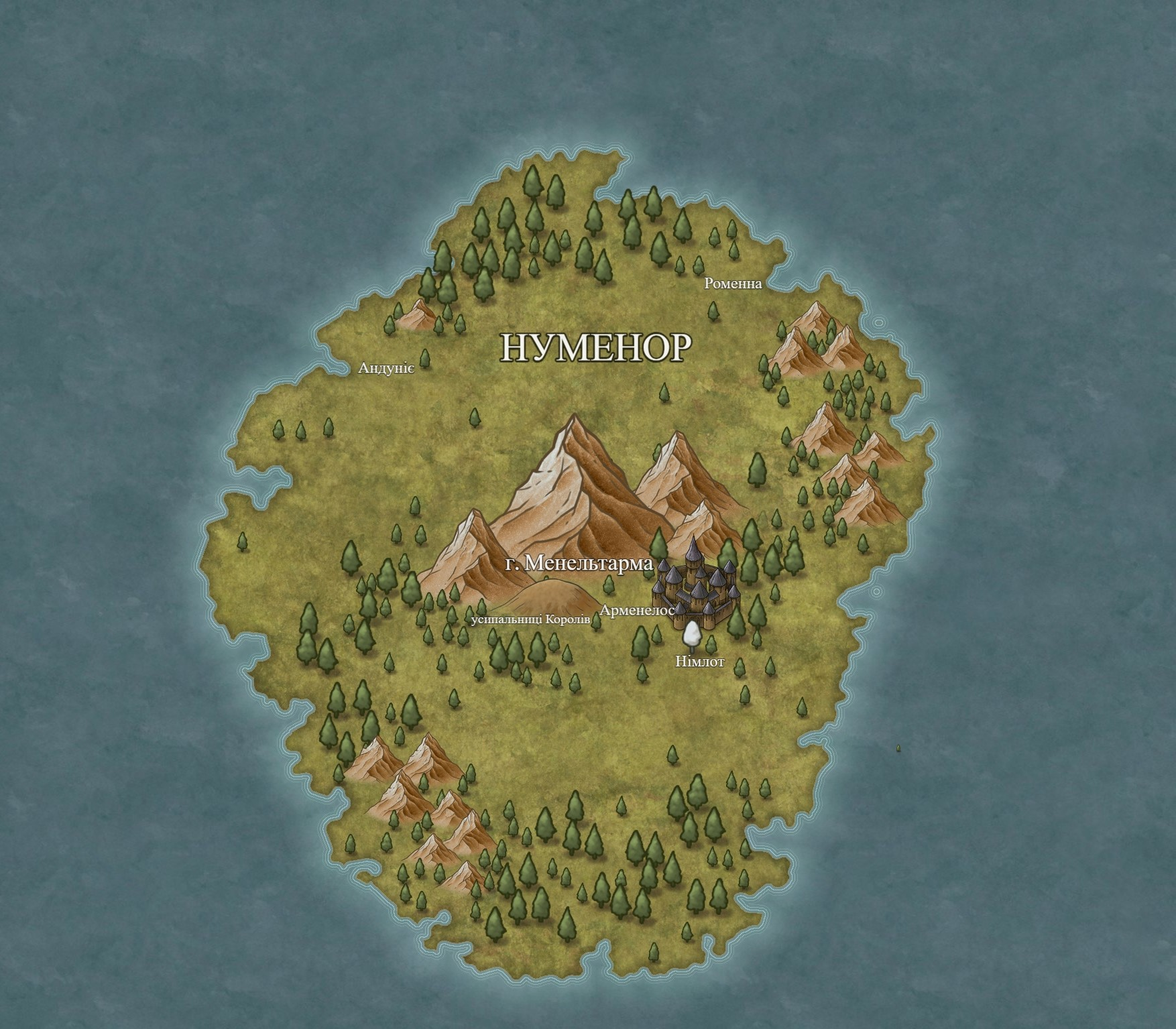
Одне з варіантів зображення Нуменору

Андуніе — в перекладі з нуменорської мови адунаїк означає «Захід Сонця», оскільки спрямоване на Захід. Перша столиця країни. Звідти у ясні дні на обрії було видно гавані Авалонне на острові Тол-Ересеа. Згодом містом правили нащадки Елатана та дочки короля Тар-Еленділа Сільмаріен, від яких беруть початок роди королів Арнору і Гондору. Вони зберегли вірність ельдарам і валар навіть у пізніші часи, коли більшість нуменорців на чолі з королями повстали проти них. У часи короля Ар-Гімілзора всіх Вірних (їх називали еленділами) було переселено в Роменну. Скіпетр правителів Андуніе став символом влади королів Арнору.
Арменелос — столиця королівства — найпрекрасніше з усіх міст з вежею та цитаделлю, яку збудував перший король Елрос (Тар-Мініатур). Розташоване в Арандорі біля гори Менелтарма. Там знаходився королівський палац, у саду якого в дні короля Тар-Алдаріона було посаджене біле дерево Німлот, що було саджанцем дерева Келеборн з острова Тол-Ересеа. В останні часи існування острова, з ініціативи Саурона, там було збудовано храм Мелькора.
Роменна — в перекладі з квенья означає «на схід». Портове місто в провінції Арандор, звідки відпливали кораблі до Середзем'я і куди вони поверталися з вантажами та коштовностями. У часи короля Ар-Гімілзора усіх еленділів включно з родиною владик Андуніе було переселено до Роменни. Звідси відплив до Валінора Аманділ, намагаючись вимолити прощення для Нуменору. З Роменни напередодні загибелі острова відпливли син Аманділа Еленділ та його сини Ісілдур та Анаріон.
Ельдалонде Зелена — найгарніший порт і гавань на заході Нуменору на березі затоки Ельдана, в гирлі річки Нундунне. Сюди до часів бунту нуменорців прибували кораблі ельдарів з Тол-Ересеа.
Ніндамос — головне містечко рибалок в дельті Сіріла в Г'ярнустарі.
Альмайда — порт у затоці Андуніе, розташоване трохи на захід від міста Андуніе.
Ондостро — місто у Форостарі з каменоломнями краю. У перекладі з квенья означає «кам'яне місто».
Г'ярасторні — розташоване в провінції Емеріе. Належало нащадку Елроса Халлакару.

### Нуменорські міста і фортеці у Середзем'ї
Віньялонде (згодом Лонд-Даер і Лонд-даер-Енер) — в перекладі з квенья означає «Нова гавань». Перша нуменорська колонія в Середзем'ї. Заснована на початку Другої Епохи нуменорським принцом Алдаріоном (згодом король Тар-Алдаріон), у гирлі річки Гватло, як факторія, що постачала королівство корабельним лісом, котрий на той час вкривав більшу частину Еріадору.
У 1700 р. Другої Епохи, під час війни з Сауроном, в порту на допомогу ельфам висадились нуменорські війська на чолі з Кір'ястуром. Під час цієї війни місто було укріплене і отримало назву Лонд-Даер (Велика гавань). Після війни гавань втратила своє колишнє значення, оскільки армія Саурона випалила майже всі ліси в Еріадорі. В зв'язку з цим було збудовано нові колонії в Тарбаді, Умбарі та Пеларгірі і місто стало називатись Лонд-даер-Енер (Велика Серединна Гавань). Після падіння Нуменору місто було покинуте, його руїни було ще видно наприкінці Третьої Епохи.
Тарбад — у перекладі з синдаріну означає «Перехрестя». Фортеця була збудована біля броду через річку Гватло, де сходилися Південна і Північна дороги. Після падіння Нуменору місто увійшло до королівства Арнор.
Умбар — заснований близько 2280 р. Другої Епохи. Найбільша гавань Нуменору в Середзем'ї. Належала Людям Короля. З Умбара Нуменор управляв довколишніми землями і збирав данину з народів, які там проживали. Після падіння Нуменору Умбар перетворився на оплот моредайн або чорних нуменорців.
Пеларгір — гавань біля гирла Андуїну. Засноване у 2350 р. Д. Е. Основна твердиня Друзів Ельфів у Середзем'ї. Туди відпливала все більша їх кількість від гонінь з боку Людей Короля. Після падіння Нуменору місто увійшло до королівства Гондор.
Ангрене — згодом відоме як Ізенгард. Фортеця у верхів'ї річки Ангрен (Ізен) з вежею Ортханк заввишки 500 футів (близько 150 метрів). Після падіння Нуменору належав королівству Гондор. У 2759 р. Третьої Епохи відданий намісником королівства Гондор Береном магу Курумо (Саруману).
Дунхарг і Агларонд (Горнбург) — нуменорські фортеці в краї Каленардон. Після падіння Нуменору входили до складу королівства Гондор. У 2510 р. Третьої Епохи передані намісником Кіріоном разом з усім Каленардоном рогірімам.

### Дороги в Нуменорі
Найбільша і найдавніша дорога йшла від Роменни через Арменелос до Менелтарми та Долини Гробниць. Потім її до продовжили до міста Ондосто у Форостарі, а звідти — на захід до Андуніе. По ній возили на возах каміння з Північних Земель, що високо цінувався у будівництві та деревини, на котру були багаті Західні Землі.
Брукованих доріг в країні було дуже мало, оскільки екіпажів та возів на першому етапі там не було, бо більшість вантажів там возили морем, а люди змалку любили їздити верхи, і дороги, як правило, не брукували, а облаштовували для верхової їзди.

### Флора і фауна острова
Значну частину території Нуменору вкривали ліси. Серед порід дерев на острові були як такі, що зустрічались і в Середзем'ї, так і ті, що росли тільки в Амані, Тол-Ересеа та Нуменорі. До перших відносяться зелена і блакитна ялини, сосна, дуб, в'яз, горобина, бук та береза. Більшість дерев, привезених ельдарами, росла на заході Нуменору у краї, що називався Нісімалдар — Ароматні Дерева: це були ойлолайре, лайрелоссе, несеамельда, вардаріана, таніквелассе, яваннаміре з круглими червоними плодами. Квіти, листя і кора цих дерев наповнювали повітря солодким ароматом, від якого і походила назва провінції.
Тільки в Нісілмадарі росли могутні дерева малліорне, що досягали такої ж висоти, як і на Ересеа. Їх квіти були схожі на вишневі і цвіли все літо. Листя були схожі на букові, але були значно більшими, блідо-зеленими угорі і сріблястими унизу і блищали на сонці. Восени листя не опадало, а ставало блідо-золотим.
Плід малліорне — горіх із золотою шкаралупою. Тар-Алдаріон подарував декілька плодів Гіл-Галаду, але в Ліндоні вони не прижилися, проте в Гіладріелі і завдяки її чарам малліорне росли в Лотлоріені, хоч і не досягали тієї висоти, що була в дерев Нуменору та Ересеа.
У Г'ярростарі зростали дерева лаурелінкве, котре дуже любили через його квіти, оскільки більше ніде це дерево не використовувалось. А називали його так через довгі грона жовтих квітів, і деякі люди, що чули від ельдар про Лаурелінну, Золоте Дерево Валлінору, вірили, що лаурелінкве походить від нього, і що насіння його сюди привезли ельдар, але це було не так.
Морські птахи, що плавають та пірнають, водилися в Нуменорі у незліченній кількості. І моряки говорили, що навіть якби вони були сліпими, за пташиним галасом дізналися б вони, що Нуменор уже близько. І коли корабель наближався до берега, піднімались велетенські зграї морських птахів, і носилися над кораблем з радісними вітальними криками, оскільки ніхто ніколи зумисне не завдавав їм шкоди і не ображав їх. Іноді птахи супроводжували кораблі, навіть ті, що відпливали до Середзем'я.
У самому Нуменорі було чимало пташок: від кіринків (kirinki), що були трохи більше кропив'янки, але з багряним оперенням і настільки тоненьким голосочком, що людське вухо ледь вловлювало його, до велетенських орлів, котрі вважалися священними птахами Манве, і котрих не ображали до чорних часів падіння дунедайнів. Багато їх жило на вершинах скель у Форостарі. Дві тисячі років у Арменелосі, в королівському палаці, щедротами володаря жила пара орлів, від Елроса Тар-Мініатара до Тар-Анкалімона сина Тар-Атанаміра, на вершині башти було орлине гніздо.

## Політичний устрій
Нуменор був абсолютною монархією, якою правили королі з роду Елроса Тар-Мініатара. Король не був зв'язаний законами, але до приходу Саурона прислухався до думки народу і шанував традиції. У час відсутності короля королівством управляв намісник, котрим був спадкоємець престолу або представник шанованої аристократії. Відзнаками королівської влади були золотий скіпетр Елроса, дарований йому владиками Безсмертного Заходу.
У шести регіонах правили представники вищої аристократії — лорди, що вирішували питання життя краю і одночасно були суддями, їх рішення міг переглянути тільки король, що траплялось далеко не завжди. Провінція Арандор була безпосереднім королівським доменом, де не було іншої влади, крім королівської.
Дорадчим органом при королі була Рада Скіпетра, до складу якої входили представники аристократії з шести регіонів, також до її складу король міг включити людину, чия мудрість і поради мали користь для державних справ.

## Військо
Першопочаткове військо Нуменору складалося з добровольців, що бажали займатись колонізацією Середзем'я, або шукали пригод. З часів першого походу проти Саурона (1700) стало формуватись постійне військо. Основою військової могутності були важка піхота та лучники. Основними збройними формуваннями були когорти, що були окремими для лучників та солдатів ближнього бою. На чолі війська стояв командувач.
У нуменорському війську використовувались два види строю — оборонний тангайл (щитова оборона) та наступальний дирнайт (залізний клин).
З озброєння використовувались мечі, сокири, списи, кинджали, але найбільшою воїнською звитягою користувались когорти королівських лучників. Нуменорці першими стали використовувати композитні луки, що виготовлялись зі сталі і були порожніми ззовні. Іноді у війську використовувались кінні стрільці.
Солдатів Нуменору захищали важкі лати, непробивні для стріл, великі й малі щити. Їх шоломи були високими, конічної форми і без забрала, прикрашені крилами морського мартина.
У суцільному строю використовувався короткий меч скет з широким двобічним лезом, придатним для ріжучих та колючих ударів. Довгий меч макіль був прерогативою офіцерів і бойової кінноти.
Завдяки незвичайній витривалості цього народу, нуменорська важка піхота могла пройти вдень 40 кілометрів, здійснюючи короткі привали кожні 5 кілометрів, і такий темп не був їх межею. У поході кожен солдат ніс з собою необхідний комплект: підсумку з дорожнім хлібом і водою, що довгий час не псувалися і могли підтримувати сили людини декілька днів.

## Економіка
Промисел нуменорців був різноманітним, у кожному регіоні процвітав певний вид діяльності. Так, у Форостарі добували будівельне каміння; на півдні Андустару вели сільське господарство та рубали будівельний ліс; Г'ярнустар славився своїми виноградниками; Г'яростар — корабельним лісом посадженим з наказу короля Тар-Алдаріона; в Оростарі процвітало хліборобство, а в Мітталмарі — скотарство (так Емеріе був краєм вівчарства).
Морське та річкове рибальство набуло найбільшого розповсюдження в південній частині острова. Моря та річки Нуменору були дуже багатими на рибу.
Нуменор був бідний на металеві руди. У горах були небагаті родовища заліза та міді. В пізніші часи в горах Андустару також було відкрито невеличке міфрілове родовище. Каміння і метали дунедайн купували в ельфійських та людських народів Середзем'я (згодом вони стали оббирати останніх силою військового примусу).
Нуменорські вина, пшениця і тютюн мали великий попит у мешканців Середзем'я. Проте головними предметами експорту були вироби майстрів з каменю, металу та дерева, що своєю красою перевершили все створене людьми Середзем'я.
Ремісники і торговці Нуменору об'єднувались у гільдії, найбільш відомими серед яких були зброярі та мореплавці.

## Культура
Рідною мовою нуменорців був адунаїк, що походив від таліска, якою розмовляв народ Гадора Золотоволосого. Широко застосовувались також ельфійські мови квенья та синдарин, до того часу поки король Ар-Адунахор не заборонив навчати дітей ельфійської, і лише вірні потайки розповсюджували знання цих мов.
Релігією нуменорців був монотеїстичний культ Еру Ілуватара (Бога-Творця). На вершині Менелтарми розташовувалось його святилище, однак там не було ані храму, ані вівтаря і взагалі навіть принесеного чи обробленого каміння. По крутосхилу гори вилась дорога, що починалася біля підніжжя з південного боку і закінчувалась біля північної межі вершини. Сама вершина була пласкою і трохи увігнутою, там могло розташуватись багато народу. У святилищі всі мовчали, крім короля, що возносив молитви до Еру. Це відбувалося тричі на рік: у перші дні весни — Ерук'єрме (Молитва до Еру про хороший рік), день середини літа — Ерулайтале (Молитва до Еру про добрий врожай), коли люди підносили йому перші плоди та наприкінці осені — Ерухантале (Подяка Еру за добрий врожай). У ці дні король піднімався на гору пішим, а за ним йшов народ у білому з вінками квітів на голові. Під час Трьох Молінь над головою кружляли орли. Коли хтось поодинці піднімався на гору, то орли сідали на три скелі, що височіли над західним краєм вершини. Люди називали орлів Свідками Манве і вірили, що він посилає їх з Аману, спостерігати за Священною горою та всією країною.
Згодом після короля Тар-Анкалімона, моління Еру на Менелтармі було покинуто і лиш король Тар-Палантір дотримувався цього звичаю. У час Ар-Фаразона підніматися на вершину було заборонено під страхом смерті. Тоді, за порадами Саурона, був введений страхітливий культ Темряви і її володаря Мелькора, що супроводжувався кривавими жертвопринесеннями. Після загибелі Нуменору цей культ був поширений у чорних нуменорців.
Едайн до прибуття в Нуменор володіли багатьма ремеслами, серед них було багато учнів ельдар, а крім того вони мали власні знання й легенди. Однак, металу в Нуменорі було не багато і всі метали вважались дорогоцінними. З собою едайн привезли чимало золота, срібла і коштовного каміння, котрих у Нуменорі не було.
Коли тінь упала на Нуменор, люди стали жадібними до коштовностей.
Від своїх друзів ельдарів вони отримали дорогоцінні камені і золоті та срібні прикраси, але речі такі були рідкістю і високо цінувались у ранні часи, доки влада королів Нуменору не розповсюдилась на береги Середзем'я. Гірнича, плавильна і ковальська справа швидко зростали. У своїй більшості Гільдія Зброярів виготовляла мирні знаряддя праці, але також кували заради збереження майстерності мечі й сокири, виготовляли луки, котрих так боялися вороги нуменорців. «Морський народ — говорили вони — пускає уперед себе велику хмару і з неї дощем падають змії або чорні градини зі сталевими жалами.» Проте багато століть нуменорці сходили до народів Середзем'я, без зброї, оскільки ті шанували їх як богів.
Король і більшість великих вождів володіли спадковими мечами своїх предків.
Реліквіями королівського дому були меч Аранут, що належав королеві Доріату Ельве Тінголу і дістався Елросу від своєї матері Ельвінг (правнучки Тінгола), перстень Барагіра, лук Брегора з дому Беора та сокира Туора Дамборлег («Важкогостра», що пробивала шоломи ворогів та розсікала будь-які лати подібно до меча). З них падіння Нуменору пережив лише перстень Барагіра, оскільки Тар-Еленділ віддав його своїй дочці Сільмаріен і він зберігався у правителів Андуніе.
Завдяки королеві Тар-Менельдурові в Нуменорі процвітала астрономія. Нуменорці зробили численні звершення у багатьох науках, як — от картографія, природничі науки, лінгвістика, медицина і навігація, але всі рукописи й результати їх відкриттів загинули разом із островом. У час повстання проти валарів великого поширення набули алхімія, де шукали еліксири безсмертя та вічної молодості, та мистецтво бальзамування, оскільки люди короля мали сподівання на їх воскресіння.
Також нуменорці дуже любили море. Оскільки валари заборонили їм плавання на захід до берегів Аману та Тол-Ересеа, вони добре вивчили береги Середзем'я та здійснювали морські експедиції до інших континентів, як-от: пустельної Землі Сонця на крайньому сході тоді ще плоского світу, де розташовувалися Ранкові Брами, та Темних Земель на південному сході, вкритих джунглями та населених дикунами й схожими на ентів істотами.
Ельдари на кораблях Кірдена Корабельника за зіркою Еаренділа привезли їх на острів, і більшість кораблів відпливли разом з ельфами. Але серед едайнів були корабели, що навчалися в ельдарів. Вони нагострили свою майстерність настільки, що запливали чимраз далі в море.
У 600 році Другої Епохи Веантур, кормчий королівського корабля «Ентулессе» («Повернення») при Тар-Менельдурі здійснив подорож до Середзем'я, прибувши в Мітлонд під весняними західними вітрами і повернувся восени наступного року. З тих часів мореплавство стало головною справою відважних та стійких мужів Нуменора. Алдаріон син Тар-Менельдура й онук Веантура по матері досліджував береги Середзем'я, гирла річок Гватло, Ангрен (Ізен), затоку Белфалас та гори, де до середини Третьої Епохи жили ельфи-нандор. Дім Гільдії Мореплавців знаходився на кораблі Алдаріона «Еамбар», згодом, в часи повстання проти валарів, королі конфіскували архів гільдії і розмістили його у Андуніе, де всі його документи загинули під час затоплення Нуменору.
Перед відправленням корабля в море дружини капітана прикрашали його ніс гілкою дерева ойолайре, що символізувало побажання щасливої подорожі і повернення додому.

## Історія

### Заселення
У 32 році Другої Епохи адани вирушили до Нуменору. Першим королем острова став син Еаренділа і Ельвінг Елрос, що взяв собі тронне ім'я Тар-Мініатур (до часів Ар-Гімільзора королі брали імена на квенья) брат Елронда Напівельфа. Коли в кінці Першої Епохи Володарі Валінору поставили напівельфів перед вибором: до якого з народів вони належатимуть. Елронд обрав ельфів і з часом став наймудрішим серед них. Елрос обрав долю людей і йому було дане дуже довге життя: він прожив п'ятсот років, з яких він 410 правив Нуменором.

### Королі та королеви Нуменору
- Елрос Тар-Мініатур (роки життя — 532 р. П. Е — 442 р. Д. Е.; роки правління 32—442 рр. Д. Е.)
- Вардамір Нолімон (роки життя — 61—471; рік правління — 442)
- Тар-Аманділ (192—603; 442—590)
- Тар-Еленділ (350—751; 590—740)
- Тар-Менельдур (543—942; 740—883)
- Тар-Алдаріон (700—1098; 883—1075)
- Тар-Анкаліме (Перша Королева-правителька) (873—1285; 1075—1280)
- Тар-Анаріон (1003—1404; 1280—1394)
- Тар-Суріон (1174—1574; 1394—1556)
- Тар-Телперіен (Друга Королева-правителька) (1320—1731; 1556 — (1693?) 1731)
- Тар-Мінастір (1474—1873; 1731 (1693?)—1869)
- Тар-Кіріатан (1634—2035; 1869—2029)
- Тар-Атанамір Великий (1800—2221; 2029—2221)
- Тар-Анкалімон (1986—2386; 2221—2386)
- Тар-Телемайте (2136—2526; 2386—2526)
- Тар-Ванімельде (Третя Королева-правителька) (2277—2637; 2526—2637)
- Тар-Андукал — принц-консорт, чоловік Тар-Ванімельде, після її смерті узурпував трон (р. н. невід. — 2657; 2637—2657)
- Тар-Алькарін (2406—2737; 2657—2737)
- Тар-Кальмакіл (2516—2825; 2737—2825)
- Ар-Адунахор — починаючи від нього королі беруть імена на адунаїку; в списках королів він все ж фігурує під квенійським ім'ям Тар-Герунумен (2709—2962; 2899—2962)
- Ар-Зімратон (Тар-Хостамір) (2798 — 3033; 2962 — 3033)
- Ар-Сакалтор (Тар-Фаласіон) (2876 — 3102; 3033 — 3102)
- Ар-Гімілзор (Тар-Телемнар) (2960 — 3177; 3102 — 3177)
- Ар-Інзісіладун розкаявся і змінив ім'я на Тар-Палантір — «Провидець» (3035 — 3255; 3177 — 3255)

Його дочка Тар-Міріель мала стати Четвертою Королевою — правителькою, але трон захопив племінник короля. Він нарік себе Ар-Фаразон Золотий (Тар-Каліон) (3118 — 3319; 3255 — 3319), що став останнім королем Нуменору.
Син Елроса Тар-Мініатара Вардамір був уже старим коли отримав корону, тому він у той же рік передав правління своєму сину Тар-Аманділу. До часів Тар-Атанаміра існував звичай передачі влади своєму нащадкові, також королі добровільно обирали час, коли вони покидали земне життя. Оскільки в Тар-Алдаріона через його розлад з дружиною Ерендіс була лише одна дитина — дочка Анкаліме, закон про престолонаслідування було змінено: відтепер спадкоємцем могла бути старша дитина, як чоловічої, так і жіночої статі. Цим законом був незадоволений племінник короля Соронто, що за старим законом міг бути спадкоємцем престолу.

### Колонізація Середзем'я
Якщо після Війни Гніву людські народи Середзем'я зробили крок назад у розвитку, то дунедайни під опікою валарів, у дружбі з елдарами розвивались і процвітали. Мовою елдарів вони записували пісні та легенди, створили чимало книг та скиржалів, де описали багато мудрих і дивовижних речей, що існували в золотий вік королівства, котрий після падіння Нуменору було забуто. Ельдарами з Тол-Ересеа принцу Алдаріону був подарований нащадок Білого Дерева Келеборн, що отримав назву Німлот.
Після прибуття у 600 році Д. Е. першого нуменорського корабля в Середзем'я, дунедайни стали припливати на його береги регулярно, звівши на річці Гватло свою першу колонію Віньялонде. Люди Середзем'я під владою Тіні стали боязкі та слабкі, правили більшістю з їхніх племен слуги Моргота. Нуменорці допомогли їм скинути ярмо лихих володарів і позбутися страху перед пітьмою, навчили їх сіяти і вирощувати хліб, обробляти каміння та рубати ліс для будівництва пристойних будинків. Народи Середзем'я вважали нуменорців богами і любили їх як своїх покровителів. У 1700 р. Д. Е. нуменорське військо на чолі з Кіріатуром прийшли на допомогу ельфам Ліндону і Рівенделлу (Імладріс) проти армії Саурона, що захопила майже весь Еріадор, і в битві при Сарн-Форді завдали йому нищівної поразки, внаслідок якої йому ледве вдалося втекти до свого володіння в Мордорі.

### Бунт проти ельфів
Однак, чим більше процвітав Нуменор, чим кращим ставало життя його мешканців тим більшою в їх серцях була туга за безсмертям, якого навіть валари не могли їм дати (бо смерть була волею Ілуватара), тим більше тяжіли вони до Безсмертних Земель Аману до яких їм було заборонено наближатися. Перші ознаки тіні стали проявлятись в часи короля Тар-Мінастіра, що заздрив безсмертю ельдарів і збудував на пагорбі Оромет вежу для огляду заходу. За часів його наступника Тар-Кіріатура люди вже вголос нарікали на заборону відвідувати Безсмертні Землі і смертність людського життя, на відміну від ельдарів.
Тоді в часи короля Тар-Атанаміра до Нуменору прибули посланці валарів і говорили з королем та його народом про неможливість змінити долю людини та про те, що землі Аману не зробили б їх безсмертними, а швидше навпаки: дунедайн зачахли б і змарніли ще швидше, мов метелики при надто сильному і тривкому світлі. Король же відповів їм про те, що предок його Еаренділ досі живий. На те посланці сказали йому, що його наділили окремою долею і віднесли до Первородних, котрі не вмирають, і що безсмертя для ельдарів не є ні благословенням, ні прокляттям, це лише вияв їхньої суті, бо вони не мають виходу зі світу і не полишають його, доки він існуватиме. А смертність людини не є ні прокляттям, ні покаранням. Тому не слід бунтувати проти волі Еру, а сподіватися на те, що найменше з людських бажань принесе плоди.
Однак порада посланців не задовольнила ні короля, ні його підданих. В той час це був зеніт розквіту і слави Нуменору. Вже нуменорці обкладали народи Середзем'я великою даниною і тепер більше брали ніж давали. Атанамір довго чіплявся за життя доки всі радощі його не вичерпалися і не став він недоумкуватим і здитинілим. І відтоді вже король не передавав синові чи доньці трону, а правив до смерті. Син Тар-Атанаміра Тар-Анкалімон виявився ще пихатішим від батька. Народ його розділився на людей короля, котрі віддалилися від елдарів і валарів (їх була більшість) і вірних, що залишились друзями ельфів. Нуменорці прагнули осягнути воскресіння, але змогли тільки досягти бальзамування плоті, влаштувавши величезні усипальниці, де темрява плекала думу про смерть. Після Тар-Анкалімона було припинене моління до Еру на вершині Менелтарми і люди відтепер рідко піднімались до Святилища. Люди короля прагнули ще більших веселощів і багатств, кораблі з Середзем'я пливли до острова повні золота і коштовностей, зібраних як величезна данина з менших народів. Двадцятий король узяв скіпетр під ім'ям Ар-Адунахор — «Володар Заходу», що було ще більшим відпадінням, оскільки це був титул Манве — найвеличнішого з валарів. При ньому вжиток квенья і синдарину було заборонено.
В часи ж Ар-Гімілзора вірних нуменорців стали відверто переслідувати як зрадників і за наказом короля всіх їх було переселено в Роменну та її околиці. Найшанованішою серед вірних була родина володарів Андуніе, що вели свій рід від старшої дочки короля Тар-Еленділа Сильмаріен. Володарі міста вважались радниками короля. Дочка правителя Андуніе Інзілбет стала дружиною Ар-Гімілзора і було в них двоє синів Інзіладун, що був вихованцем матері і Гімілхад, котрий в усьому слухався батька. Саме йому, а не старшому сину віддав би Ар-Гімілзор скіпетр, якби це дозволяли закони.
Коли Ар-Інзіладун став королем він нарікся ельфійською мовою Тар-Палантір, знов відновив молитви до Еру на вершині Менелтарми. За його батька Німлот перестали доглядати і він почав в'янути. Тар-Палантір відновив догляд за білим деревом і прорік, що разом з ним загине і династія. Час від часу заходив він на вежу Мінастіра на пагорбі Оромет і позирав звідти на захід, сподіваючись побачити хоч якесь вітрило, але вже давно жоден корабель не линув звідти й гавані Авалонне були сховані за туманами. Більшість нуменорців, що не належали до друзів ельфів, не любили короля, вважаючи Гімілхада кращим правителем. Гімілхад помер у 198 років (для нащадків Елроса це вважалося ранньою смертю), але його син Фаразон був ще більш гордим і пихатішим від батька.

### Під владою Саурона
Після смерті Тар-Палантіра Фаразон вчинив заколот і захопив владу, зробивши дочку короля Міріель (перейменувавши її на Ар-Зімрафель) силоміць своєю дружиною, чим вчинив злочин, оскільки нуменорські закони навіть серед королівської родини забороняли родичам до третього коліна вступати в шлюб. Нарікшись Ар-Фаразоном Золотоликим, новий король був дуже гордовтитм і пихатим, однак зовсім не мудрим. Почувши, що Саурон нарік себе Володарем Людей він сильно розлютився і, зібравши велике військо і флот, вирушив до Умбара, де послав Темному Володареві ультиматум підкоритися йому або ставати до битви. Розуміючи, що міць Нуменору йому не перемогти, вирішив Саурон скоритись на словах йому (а на ділі хитрощами знищити Ар-Фаразона та його королівство) і прийшов до Умбара і скорився королеві. Ар-Фаразон взяв Саурона в полон і відвіз до Арменелоса. Завдяки своєму красномовству, чарам і сильному розумові Темному Владиці вдалося швидко навернути на свій бік і короля, і більшість його підданих. Він переконав їх, що валари бояться могутності людей Вестернесу і тому заборонили припливати в землі Аману, що Еру це лише їх вигадка, завдяки якій вони панують над світом, а справжнім творцем світу є Мелькор — володар темряви, з якої усе було створено. Під дією порад Саурона король заборонив під страхом смерті підніматись на вершину Менелтарми, і став будувати в Арменелосі величезний храм 500 футів у діаметрі (150 метрів) і стільки ж у висоту. І було розпочато новий культ поклоніння Темряві і Мелькору. Лиш вірні, яких очолював колишній радник короля Аманділ з роду володарів Андуніе, не стали коритися новій сатанинській релігії. В Аманділа був син Еленділ та онуки Ісілдур і Анаріон, що за роками Нуменору були юними.
Невдовзі Саурон став підбурювати Ар-Фаразона зрубати Біле Дерево — Прекрасний Німлот, що росло в саду королівського двору. Тривалий час король не погоджувався, адже він пам'ятав про пророцтво Тар-Палантіра. І коли про це дізналась рідня Аманділа, Ісілдур таємно від усіх вночі пробрався в Королівський сад і зірвав єдиний плід, що висів на гілці дерева, оскільки надворі стояла зима. Проте охорона помітила Ісілдура, і він, отримавши чимало поранень, пробив собі шлях. Позаяк він замаскувався, ніхто не дізнався хто наважився торкнутись дерева. Потайки той плід посадили, і Аманділ благословив його, а навесні з землі пробився пагінець і випустив бруньки. Щойно на ньому розкрився перший листок, як Ісілдур, що довго лежав при смерті, ожив і рани його вже не тривожили.
Після нападу Ар-Фаразон послухався Саурона і зрубав Німлот, а той розпалив його деревиною жертовне вогнище в храмі і вийшлий крізь отвір у куполі дим перетворився на хмару, котра сім днів висіла над землею і потім поволі рушила на захід.
Відтоді вогонь і дим не припинялися, щодня в храмі приносилися криваві жертви Мелькору, щоб він звільнив людей від смерті. В жертву приносили, як правило, вірних, звинувачених у бунтарстві та представників інших народів Середзем'я, котрих відтепер безжально захоплювали в рабство. Так більшість нуменорців з благодійників малих народів перетворилися на жахливих тиранів.
Однак смерть тепер все частіше приходила до Нуменору, бо люди постійно сварились між собою і вбивали одне одного з найменешого приводу. Простий народ ненавидів можновладців, а ті платили їм у відповідь зневагою і здирництвом.
Коли Ар-Фаразон став відчувати наближення смерті, Саурон намовив його напасти на землі Аману, бо вони, мовляв, надають безсмертя тим, хто живе на них. І став король збирати флот для походу. Відтоді стали з'являтись грізні передзнамення майбутнього лиха: з вершини Менелтарми почав підніматись вулканічний дим, навантажені різноманітним скарбом кораблі потрапляли в бурі й тонули, чого раніше ніколи не траплялось, щовечора з заходу стали надходити велетенські хмари схожі на орлів, що вражали блискавками людей на вулицях міст.
Тоді Аманділ, подібно до їхнього предка Еаренділа, вирішив плисти у Валінор і просити прощення в його володарів. Він попрощався з родиною та слугами, бо розумів що більше ніколи не побачить їх, і порадив Еленділові, Ісілдурові та Анаріонові покинути, острів якнайшвидше, бо загибель його була не за горами. Разом із трьома служниками відплив він на захід і більше про нього нічого невідомо.

### Похід на Аман і загибель Нуменору

Падіння Нуменору і перетворення плоскої Землі на круглу.

У 3319 році на чолі великого флоту Ар-Фаразон вдерся на землі Аману, і взяв у облогу місто Тіріон в Елдамарі. Тоді звернулись валари до Еру Ілуватара і нуменорський флот було потоплено, а короля і всіх його воїнів, що ступили на землю Аману, поховали під собою гори Пелори. Там у Печерах Забуття вони перебуватимуть до Останньої Битви та Судного Дня. Змінилася світобудова: Аман і Тол-Ересеа було взято з кіл Арди і перенесено туди, де люди ніколи вже не зможуть до них дістатися. Велетенська розколина, що утворилася при цьому, поглинула Нуменор разом з усіма його мешканцями, окрім вірних, що на чолі з Еленділом, Ісілдуром та Анаріоном відпливли за кілька годин до того. Менелтарма зненацька вивергла полум'я, і велетенські хвилі поглинули острів. Світ зменшився й перетворився на кулю і немає більше в ньому земель, що були частиною Арди Неспотвореної. Саурон, що залишився на березі Нуменору, також потонув, але його дух вирвався з морської безодні і вирушив до Мордору. Відтепер він більше не міг приймати прекрасної подоби, і мало хто міг зносити на собі погляд Саурона Жахливого.

### Спадок
Еленділ з синами вцілив у катастрофі: можливо, його батьку Аманділу таки вдалося дібратися до Валінору й добитися у валарів милості своєму роду. Після відплиття Фаразона кораблі вірних стояли біля східних берегів Нуменору, з боку гавані Роменни: п'ять суден Еленділа, три — Ісілдура, і два — Анаріона. Коли море хлинуло в безодню між островом і Безсмертними Землями, масив суші захистив кораблі від гігантського виру, в якому загинув флот Фаразона. Велетенська хвиля накрила Нуменор, загрожуючи гибеллю втікачам, але зі Заходу налетів сильний вітер і поніс кораблі далеко в море. Страшний шторм розкидав їх і викинув на береги Середзем'я: судна Еленділа в Ліндоні, судна його синів — біля гирла Андуїну. Пізніше вони заснували там свої королівства Арнор і Гондор. Назва «Нуменор» стала забуватися, витісняючись пізнішими найменуваннями «Акаллабет» (Akallabêth, з адунаїку — «Повалений»), «Аталанте» (квенья Atalantë — «Пала Земля»).
Серед вигнанців утвердилось повір'я, що Нуменор не затонув весь: вершина Менельтарми знову піднялася над водами самотнім острівцем. Це було найсвященніше місце, з якого зіркі люди могли узріти Аваллоне, і навіть у страшні часи Саурона ніщо не осквернило його. Деякі нащадки Еленділа вирушали в плавання шукати священний острівець, щоб звідти хоч здалека побачити Безсмертні Землі. Вони знали, що світ змінився й Аману з Тол-Ересеа більше нема в його колах, але вірили, що вони ще існують у справжньому бутті, у тому образі світу, у якому він був первісно задуманий. Мореходи відкривали нові землі, але всі подібні до Середзем'я і так само вразливі до смерті. Ті з них, що запливали найдальше на захід, поверталися до вихідної точки зі сходу. Вони казали: «Всі шляхи тепер викривлені».
Надалі завдяки і морським подорожам, і спостереженням зірок володарі людей дізналися, що світ насправді став круглим, хоча ельдарам було дозволено досягнути Давнього Заходу й Аваллоне. Саме тому мудреці серед людей стверджували, що Пряма Дорога ще повинна існувати: для тих, кому дозволено відшукати її. Вони вчили, що вона проходить прямо через атмосферу («повітря дихання і польоту»), що тепер викривлена разом зі світом, і перетинаючи Ільмен, який немічна людська плоть не може перенести, приводить до Тол-Ересеа, а мабуть і до Валінору. Існували легенди про смертних, яким вдавалося потрапити на цю Дорогу волею долі чи милістю валарів; вони підіймались цим невидимим мостом над землею, досягали Безсмертних Земель, і вмирали, встигнувши побачити гору Танікветіль.
Дев'ять кораблів з вірними нуменорцями дістались Середзем'я, заснувавши королівства Арнор і Гондор, якими правили Еленділ, його сини та їхні нащадки. У своїй більшості ці люди зберегли вірність валарам і ельдарам і були одвічними ворогами Саурона та його прибічників.
Також в Умбарі та сусідній з ним області Офір у Ближньому Гараді, залишилися люди короля та їх нащадки, яких відтепер називали чорними нуменорцями, або моредайн. Вони поклонялися Мелькорові і вірно служили Сауронові. До них, зокрема, належали нуменорці, що служили королю Ангмару, королі Гараду Герумор і Фуїнур, дружина короля Гондору Таранонна Фаластура Берутіель та намісник Барад-Дура, що називав себе Вуста Саурона.

## Нуменор і Атлантида
Як зауважує сам Дж. Р. Р. Толкін, 
|  | Цікаво, що корінь «талат», вживаний у квенья щодо «ковзання», «слизання», «падіння вниз», від якого закономірним чином у цій мові утворений іменник «аталанте», має так сильно нагадувати Атлантиду. Оригінальний текст (англ.) [It is a curious chance that the stem √talat used in Q[uenya] for 'slipping, sliding, falling down', of which atalantie is a normal (in Q) noun-formation, should so much resemble Atlantis.] Помилка: [undefined] Помилка: {{Lang}}: немає тексту (допомога): текст вже має курсивний шрифт (допомога) |

Дж. Тайлер пише: подібність слів «Аталанте» (Atalantë) і «Атлантида» (Atlantis) варта уваги, зокрема, з причини того, що обидва є назвами зниклих цивілізацій. Якщо ми припустимо, що Нуменор — це Атлантида, тоді час існування вигаданого Нуменору може бути встановлений у строках нашого світу. Міф про Атлантиду йде із записів Платона, який сам дізнався про неї у Солона, а той, у свою чергу, чув цю історію в Єгипті, у VI ст. до н. е. Самі єгиптяни датували легенду часами 9 000 років до них, тому толкінівську історію про Нуменор можна віднести до епохи, що приблизно відповідає кінцю останнього льодовикового періоду: це був час великих затоплень у планетарному масштабі.

## Образ Нуменору в мистецтві
- «Oonargh» (псевдонім німецької співачки Зенти — Софії Делліпонті) — балада «Нуменор» частково виконується мовою квенья.
- «Скаді» (псевдонім російської співачки Людмили Євгеніївни Смеркович) — композиція «Нуменор».
- «Володар перснів: Персні Влади» — частина подій цього серіалу відбувається в Нуменорі незадовго до його загибелі.